# フロー (心理学)

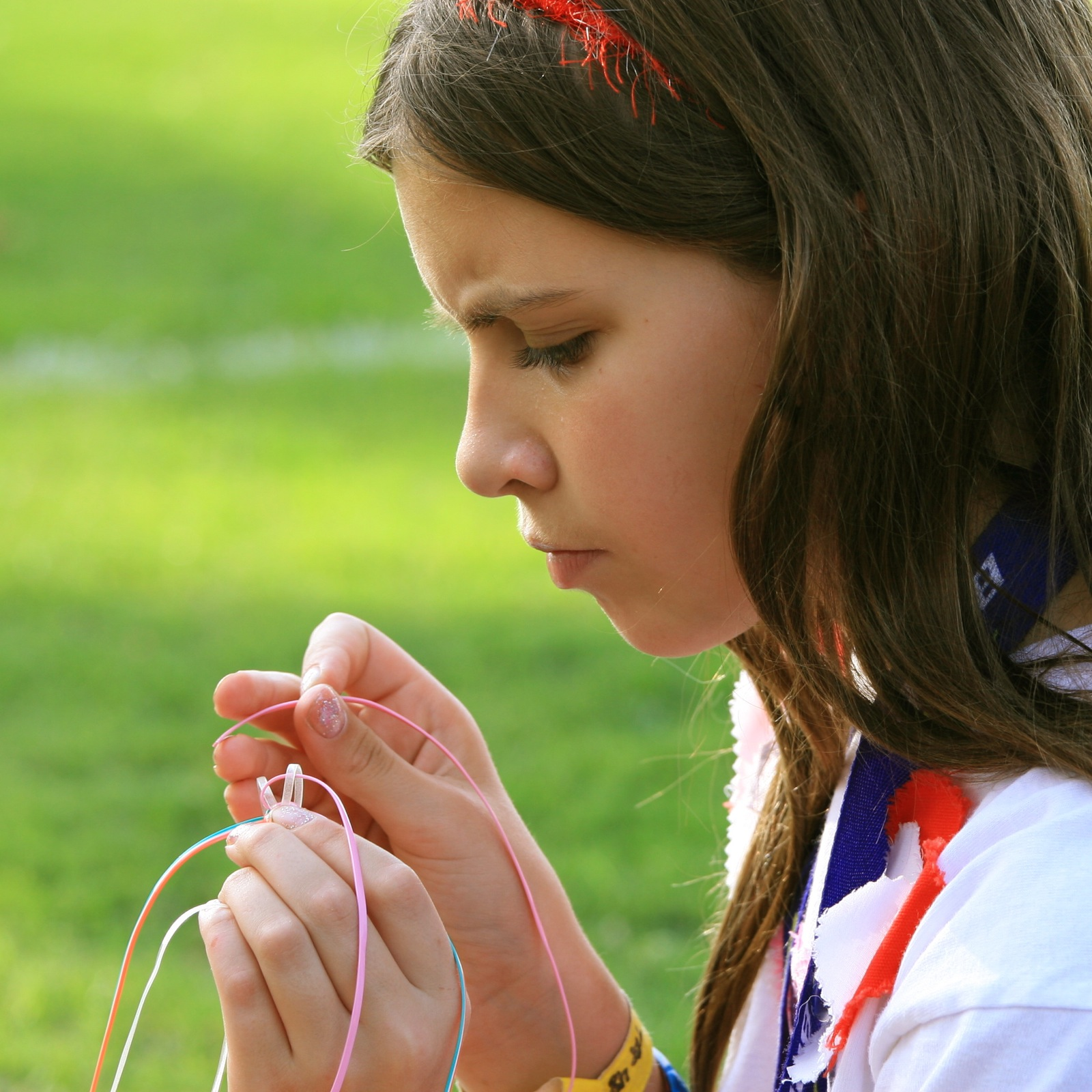
ある作業に熱中することはフローの一面である

フロー（英: flow）とは、人間がそのときしていることに、完全に浸り、精力的に集中している感覚に特徴づけられ、完全にのめり込んでいて、その過程が活発さにおいて成功しているような活動における、精神的な状態をいう。一般的には、フロー体験（Flow Experience)、フロー状態(Flow State)、フロー理論(Flow Theory)などという言葉で使用される。
日本では、スポーツの分野において一般的に「ゾーン」と呼ばれることが多いが、その他にも類語としては「ピークエクスペリエンス」「無我の境地」「忘我状態」とも呼ばれ、最適状態または最適心理状態（Optimal Psychological State)と呼ばれる研究分野のひとつである。心理学者のミハイ・チクセントミハイによって提唱され、その概念は、あらゆる分野に渡って広く論及されている。

## フローの構成要素
ジェーン・ナカムラとチクセントミハイは、フロー体験の構成要素を6つ挙げている。
1. 専念と集中、注意力の限定された分野への高度な集中。（活動に従事する人が、それに深く集中し探求する機会を持つ）
2. 自己認識感覚の低下
3. 活動と意識の融合
4. 状況や活動を自分で制御している感覚。
5. 時間感覚のゆがみ - 時間への我々の主体的な経験の変更
6. 活動に本質的な価値がある、だから活動が苦にならない。（報酬系）

さらに心理学作家のケンドラチェリーは、チクセントミハイがフロー経験の一部として挙げている３つの構成要素について言及している
1. 直接的で即座のフィードバック[3]（活動の過程における成功と失敗が明確で、行動が必要に応じて調節される）
2. 成功する可能性があると信じる（明確な目的, 予想と法則が認識できる）
3. 経験に夢中になり、他のニーズが無視できるようになる

フローを経験するためにこれら要素のすべてが必要というわけではない。

## 語源
フローはチクセントミハイの1975年のインタビューにおいて、幾人かが彼らの「フロー」体験を、ずっと彼らを運んでいる流れという隠喩を使って描写したために名付けられた。「活動に没入する」という「フロー」の心理学的な概念は、「時代の流れに従う」という意味の「ゴー・ウィズ・ザ・フロー」という従来の慣用句とは無関係である。

## グループフロー
チクセントミハイは、集団が全体として作用して、個々のメンバーがフローに達するようないくつかの道筋を示した。このような集団の特徴には、以下のものが含まれる。
- 創造的空間配置：椅子、コルクボード、図表。机は置かない。そうすれば立って動きながらの活動が主体となる。
- 活動の場のデザイン：情報を書き込む図表、流れ図、企画の概要、熱狂（ここでは熱狂も場所を占める）、安全な場所（ここでは他に何が考えられるかを誰でも言うことができる）、結果掲示板、オープントピック
- 並行した、組織だった作業
- グループの集中を目標に定める
- 存在しているもの（原型）の発達
- 視覚化による効率の増加
- 参加者の意見の違いはチャンス

## 観光分野への応用
近年、欧米では観光旅行中に発生する「楽しさ」や「感動」「ワクワク」「満足」などの言語化されたポジティブな感情の根源は、心理学上のフロー状態から発生しているのではないかという研究が多く行われている。フロー状態は、チクセントミハイによって、その発生のプロセス（フローモデルによるメンタルステート図）がある程度提案されていることから、観光における満足を人為的、意図的に発生させることも可能ではないかとの考えられ、日本国内でもこれに言及する主張が増えている。また「思い出に残る旅行体験（MTE:Memorable Tourism Experience）」の指標に関する研究では、フロー状態とMTEの関連性について言及するものもある。

## アウトドアレクリエーション、音楽活動、趣味、ゲームの楽しさとフロー
スキー、スノーボード、サーフィン、カヤック、乗馬、パラグライダーやダイビングなどのアウトドアレクリエーション、オーケストラや吹奏楽、合唱などの音楽活動、模型製作や生け花、洋裁などの趣味、テレビゲーム、スマホゲームにおける「楽しさ」や中毒性についても、フロー状態がその楽しさの根源ではないかという研究も数多く存在し、近年「楽しさ」の構造やその原理が明らかになってきている。

## 隣接分野
この概念は西欧心理学の中ではチクセントミハイによってはじめて示したと言える。しかし、彼はこの心理現象に気づき、それに基づく技術を開発したのは、ほぼ間違いなく彼が最初ではないと、彼自身、躊躇なく認めている。
2500年以上前、仏教や道教といった東洋の精神的な伝統の実践者は、この訓練を彼らの精神開発の非常に中心的な部分として磨いた。日本の実践者は、そのような禅の技術を、彼らの選んだ、剣道から生け花までを含む、芸術の形式（芸道など）を習得するために学んだ。
あまりに使われすぎた慣用句「ビーイング・アット・ワン・ウィズ・シングス」（物と一体化する）も、この概念を説明するのに使われる。
教育にあっては、過剰学習の概念があり、これは、この技術に重要な要素となっているように思われる—少なくとも肉体的な技能を学んでいる場合には。それに加えて、多くの現代のスポーツ選手は、よくこの「ゾーンに入る」（何もかもがうまくいく）という現象を経験する。
基本的な発想が東洋と西洋とで同じであったり自然科学者、霊的指導者、スポーツ選手の間で共有されているということに価値があるわけではない。チクセントミハイは、他の者が精神的な発展や肉体的な熟達や他の自己改善の形式の発展性に集中している一方で、活動の場のデザインのような現代西洋文化要素の改良について、これから結論を描いただけであろう。実際、東洋の精神的な実践者は、現在の科学的な心理学者たちが用いようと試みてきた組織的な厳密さや制御とは異なる方法で試験し改善してきたにしても、この主題を中心にして、非常に徹底的で全人的な理論の集成を発展させてきた。

## 職業と仕事
ソフトウエア開発者は邪魔されないフロー状態に入ることを、"wired in"、The Zone, hack mode,、software timeに入るなどと呼んでいる。株式市場取引者は "in the pipe" という用語を、取引量の多い日や市場の修正時に取引する際のフロー状態を表すのによく使う。プロのカードプレイヤーは、集中力と戦略的認識が最高となったときを "playing the A-game" と呼んでいる。

## 幸福の心理学
フローはポジティブ心理学にとっても重要である。目の前のことに夢中になり、我を忘れることで、幸せや健康、長寿につながるのである。

## フローを取り上げているフィクション作品
- 新世紀GPXサイバーフォーミュラ - 近未来を舞台にしたカーレースアニメ（作中ではゼロの領域の名で登場する）
- ファンタジスタ - 草場道輝によるサッカー漫画
- 昴 - 曽田正人によるバレエ漫画
- Dreams - マガジンSPECIAL連載中の野球漫画
- flOw - thatgamecompany制作のビデオゲーム
- ベイビーステップ - 週刊少年マガジン連載中のテニス漫画（作中ではゾーンの名で登場する）
- 黒子のバスケ - 週刊少年ジャンプ連載中のバスケットボール漫画（作中ではゾーンの名で登場する）
- ブルーロック - 週刊少年マガジン連載中のサッカー漫画
- 風が強く吹いている - 新潮社出版の三浦しをんによる箱根駅伝をテーマにした小説（作中ではゾーンの名で登場する）